# Fritz Lechler
Karl Friedrich Lechler, genannt „Fritz Lechler“ (* 9. Januar 1912 in Augsburg; † 1989) war ein deutscher SS-Führer.

## Leben
Lechler, Sohn eines Telegrafenbauarbeiters, absolvierte nach Beendigung der Volksschule ab 1926 eine dreijährige kaufmännische Ausbildung in einer Augsburger Zahnräderfabrik. In seiner Ausbildungsfirma war Lechler anschließend als Handlungsgehilfe bis 1934 tätig.
Lechler trat zum 1. Februar 1931 der NSDAP (Mitgliedsnummer 404.975) und im April 1931 der SS bei (SS-Nummer 7.729). In der SS stieg Lechler im Juni 1944 bis zum SS-Obersturmbannführer der Waffen-SS auf.
Ab Januar 1934 war Lechler hauptamtlicher Mitarbeiter des SS-Verwaltungsamtes und war leitend in das Bekleidungswesen der SS und SS-Verfügungstruppen eingebunden. Nach Errichtung des Hauptamtes Verwaltung und Wirtschaft (HAVW) im April 1939 wurde Lechler dort SS-Führer sowie Hauptabteilungsleiter. Ab Anfang Januar 1941 war Lechler Leiter des Bekleidungswerkes der Waffen-SS in Dachau. Sein Stellvertreter dort war Felix Krug, der ihm als Leiter des Bekleidungswerkes in Dachau Anfang Februar 1942 nachfolgte.
Von Anfang November 1941 bis Ende Januar 1942 wurde Lechler zur SS-Division Reich zum Kampfeinsatz im Deutsch-Sowjetischen Krieg kommandiert. Nach Gründung des SS-Wirtschafts- und Verwaltungshauptamtes (WVHA) war Lechler dort von Anfang Februar 1942 bis zum Ende des Zweiten Weltkrieges Hauptamtsleiter des Amts B II (Bekleidungswirtschaft) der Amtsgruppe B und in Personalunion Amtsleiter des Amts W VI (Textil- und Lederverarbeitung). Lechler war zudem Geschäftsführer der 1940 gegründeten „Deutschen Gesellschaft für Textil- und Lederverarbeitung mbh“ (Texled), die in den Konzentrationslagern Ravensbrück und Dachau Werkstätten für die Kleiderfertigung unterhielten. In diesen Kleiderwerkstätten mussten weibliche KZ-Häftlinge Zwangsarbeit leisten. Unter anderem wurden dort KZ-Häftlingskleidung und Uniformen für die Waffen-SS gefertigt.
Nach Kriegsende lebte Lechler in München, er wurde juristisch nie belangt.